# Loteria (film)
Loteria – film komediowy produkcji amerykańskiej z 2010 roku w reżyserii Erika White'a. Za scenariusz odpowiadał Abdul Williams. W rolach głównych wystąpili Bow Wow, Brandon T. Jackson, Naturi Naughton, Keith David czy Charlie Murphy. Zdjęcia do obrazu powstawały w miejscowości Atlanta, w stanie Georgia.

## Fabuła
Kevin Carson (Bow Wow), to młody człowiek, który wygrywa 370 milionów dolarów w ogólnokrajowej loterii. Zła wiadomość to ta, że biuro loterii jest zamknięte przez weekend. Gdy roznosi się wieść o jego wyranej, szybko przekonuje się o dobrych i złych cechach swoich znajomych. Zanim odbierze wygraną, musi przetrwać następne trzy dni.

## Obsada
- Bow Wow jako Kevin Carson
- Brandon T. Jackson jako Benny
- Naturi Naughton jako Stacie
- Loretta Devine jako babcia
- Ice Cube jako Jerome "Thump" Washington
- Gbenga Akinnagbe jako Lorenzo Mack
- Keith David jako Sweet Tee
- Terry Crews jako Jimmy
- Charlie Murphy jako "Semaj" (James)
- Teairra Mari jako Nikki Swazey
- Jason Weaver jako Ray Ray
- Leslie Jones jako Tasha
- Vince Green jako Malik
- Malieek Straughter jako Deangelo
- T-Pain jako Junior
- Bill Bellamy jako Giovanni Watson
- Mike Epps jako Reverend Taylor
- Crystal Murry jako Ms. Candie